# Alda Noni
Alda Noni (Trieste, 30 aprile 1916 – Cipro, 19 maggio 2011) è stata un soprano italiano.

## Biografia
Studiò pianoforte e canto prima nella sua città e in seguito a Vienna, debuttando nel 1937 a Lubiana ne Il barbiere di Siviglia ed esibendosi poi a Zagabria e Belgrado.
Dal 1942 al 47 apparve regolarmente alla Staatsoper di Vienna in ruoli lirico-leggeri di opere di Mozart (Susanna, Zerlina, Despina), Rossini (Rosina), Donizetti (Adina), Verdi (Gilda, Violetta). Nel 44 venne personalmente scelta da Richard Strauss per il ruolo di Zerbinetta, in occasione dell'ottantesimo compleanno del compositore. Nel 1946 fu al Glyndebourne Festival Opera e nel 49 al festival di Edimburgo
Apparve successivamente nei più importanti teatri italiani (tra gli altri La Scala, Opera di Roma, San Carlo di Napoli, Firenze, Palermo) ed esteri (Londra, Parigi, Madrid, Lisbona, Buenos Aires, Rio de Janeiro), sempre in ruoli di soprano leggero e di coloratura di varie epoche, dal settecento di Cimarosa e Paisiello fino al novecento di Puccini (Musetta nella Bohème, Gianni Schicchi), Poulenc (I dialoghi delle Carmelitane), Wolf Ferrari (Il campiello, I quatro rusteghi).
Svolse un'importante attività per la Rai, partecipando a molteplici trasmissioni radiofoniche di opere complete, frequentemente riversate in disco dalla Cetra.

## Repertorio
| Ruolo                              | Titolo                       | Autore       |
| ---------------------------------- | ---------------------------- | ------------ |
| Amina                              | La sonnambula                | Bellini      |
| Gabriella                          | L'osteria portoghese         | Cherubini    |
| Carolina                           | Il matrimonio segreto        | Cimarosa     |
| Adina                              | L'elisir d'amore             | Donizetti    |
| Lucia Ashton                       | Lucia di Lammermoor          | Donizetti    |
| Norina                             | Don Pasquale                 | Donizetti    |
| Rosa                               | Le cantatrici villane        | Fioravanti   |
| Lady Harriet Dunham                | Martha                       | Flotow       |
| Gretel                             | Hansel e Gretel              | Humperdinck  |
| Colombina                          | Le maschere                  | Mascagni     |
| Costanza                           | Il ratto dal serraglio       | Mozart       |
| Susanna                            | Le nozze di Figaro           | Mozart       |
| Zerlina                            | Don Giovanni                 | Mozart       |
| Despina                            | Così fan tutte               | Mozart       |
| Regina della Notte Pamina Papagena | Il flauto magico             | Mozart       |
| Cecchina                           | La buona figliuola           | Piccinni     |
| Suor Costanza                      | I dialoghi delle Carmelitane | Poulenc      |
| Musetta                            | La bohème                    | Puccini      |
| Lauretta                           | Gianni Schicchi              | Puccini      |
| Liù                                | Turandot                     | Puccini      |
| Sofia                              | Il signor Bruschino          | Rossini      |
| Fanny                              | La cambiale di matrimonio    | Rossini      |
| Rosina                             | Il barbiere di Siviglia      | Rossini      |
| Zerbinetta                         | Arianna a Nasso              | Strauss      |
| Flakermilli                        | Arabella                     | Strauss      |
| Cantante italiana                  | Capriccio                    | Strauss      |
| Ofelia                             | Amleto                       | Thomas       |
| Gilda                              | Rigoletto                    | Verdi        |
| Violetta Valéry                    | La traviata                  | Verdi        |
| Oscar                              | Un ballo in maschera         | Verdi        |
| Nannetta                           | Falstaff                     | Verdi        |
| Fanciulla fiore                    | Parsifal                     | Wagner       |
| Marina                             | I quatro rusteghi            | Wolf-Ferrari |
| Susanna                            | Il segreto di Susanna        | Wolf-Ferrari |
| Gnese                              | Il campiello                 | Wolf-Ferrari |

## Discografia
- Arianna a Nasso, con Maria Reiming, Max Lorenz, Paul Schoffler, Erich Kunz, dir. Karl Böhm - dal vivo Vienna 1944 DG/Preiser/Myto
- La bohème (selez.), con Margherita Carosio, Gianni Poggi, Paolo Silveri, dir. Victor de Sabata - dal vivo La Scala 1949 ed. Cetra/Myto
- Il matrimonio segreto, con Sesto Bruscantini, Cesare Valletti, Giulietta Simionato, dir. Manno Wolf-Ferrari - Cetra 1950
- Il matrimonio segreto, con Sesto Bruscantini, Fedora Barbieri, Tito Schipa, Boris Christoff, Hilde Gueden, dir. Mario Rossi - dal vivo La Scala 1950 ed. Melodram
- Le nozze di Figaro, con Italo Tajo, Gabriella Gatti, Sesto Bruscantini, Iolanda Gardino, dir. Fernando Previtali - Cetra 1951
- Il signor Bruschino, con Sesto Bruscantini, Afro Poli, Tommaso Soley, dir. Carlo Maria Giulini - dal vivo RAI-Milano 1951 ed. Melodram/Walhall/GOP
- Falstaff, con Mariano Stabile, Renata Tebaldi, Cloe Elmo, Paolo Silveri, Cesare Valletti, dir. Victor de Sabata - dal vivo La Scala 1951 ed. Cetra/Nuova Era/Opera D'Oro
- Le cantatrici villane, con Sesto Bruscantini, Franco Calabrese, Agostino Lazzari, Fernanda Cadoni, dir. Mario Rossi - Cetra 1951
- I quatro rusteghi, con Fernando Corena, Agnese Dubbini, Cristiano Dalamangas, dir. Alfredo Simonetto - Cetra 1952
- Don Pasquale, con Sesto Bruscantini, Cesare Valletti, Mario Borriello, dir. Mario Rossi - Cetra 1952
- L'elisir d'amore, con Cesare Valletti, Sesto Bruscantini, Afro Poli, dir. Gianandrea Gavazzeni - Cetra 1952
- Il flauto magico (Papagena), con Nicolai Gedda, Elisabeth Schwarzkopf, Giuseppe Taddei, Rita Streich, Mario Petri, dir. Herbert von Karajan - dal vivo RAI-Roma 1953 ed. Myto/Urania/Walhall
- Le nozze di Figaro, con Italo Tajo, Renata Tebaldi, Scipio Colombo, Giulietta Simionato, dir. Ionel Perlea - dal vivo Napoli 1954 ed. Hardy Classic
- L'elisir d'amore (DVD), con Cesare Valletti, Renato Capecchi, Giuseppe Taddei, dir. Mario Rossi - video RAI 1954 ed. BCS
- L'elisir d'amore, con Cesare Valletti, Renato Capecchi, Giuseppe Taddei, dir. Mario Rossi - ed. GOP (vers. audio della precedente)
- Don Pasquale (DVD), con Italo Tajo, Cesare Valletti, Sesto Bruscantini, dir. Alberto Erede - video-RAI 1955 ed. Hardy Classic/BCS
- Don Giovanni (Zerlina), con Giuseppe Valdengo, Sesto Bruscantini, Birgit Nilsson, Sena Jurinac, Anton Dermota, dir. Karl Böhm - dal vivo Napoli 1955 ed. Golden Melodram
- Le nozze di Figaro, con Giuseppe Taddei, Orietta Moscucci, Antonio Cassinelli, Giulietta Simionato, dir. Vittorio Gui - dal vivo Tokyo 1956 ed. Gala
- L'elisir d'amore (DVD), con Ferruccio Tagliavini, Paolo Montarsolo, Arturo La Porta, dir. Alberto Erede - dal vivo Tokyo 1959 ed.VAI/Encore

## Filmografia
- Der weiße Traum, regia di Géza von Cziffra (1943)